# Ngựa Kazakh
Ngựa Kazakh là một giống ngựa của người Kazakh, những người sống chủ yếu ở Kazakhstan, nhưng cũng ở một số vùng của Trung Quốc, Mông Cổ, Nga và Uzbekistan. Nó được sử dụng chủ yếu như một con ngựa cưỡi, và được biết đến với sự cứng rắn và sức chịu đựng của nó.

## Đặc điểm
Ngựa Kazakh cao trung bình 144 cm (14,0 1⁄2 tay; 56 1⁄2 in) cho ngựa giống và ngựa đực trung bình 142 cm (14,0 tay; 56 inch). Chúng nặng từ 400 đến 500 kg (880 đến 1,100 lb). Giống ngựa này bị chỉ trích vì bước đi ngắn và kiểu đi giậm chân. Tuy nhiên, chúng cũng rất cứng cáp và có thể đi được một quãng đường dài.
Giống ngựa này bao gồm hai loại phụ, Adaev và Dzhab hoặc Jabe. Dzhabe phát triển ở các huyện phía nam của Aktubinsk. Chúng có đầu nặng, dày, cổ ngắn và hõm ngực sâu. Dzhave có lưng thẳng, đôi chân mạnh mẽ và một nhóm cơ bắp tốt. Chúng thường có màu nâu đỏ, đỏ tối, hạt dẻ hoặc xám. Các con ngựa Adaev có cấu trúc cơ thể tinh tế hơn với đầu nhẹ hơn, cổ dài hơn, và vai được xác định rõ. Do các điều kiện ban đầu mà chúng sống, chủng này dễ có ngực phát triển nhỏ hơn và cấu trúc xương nhẹ.

## Sử dụng
Ngày nay ngựa Kazakh chủ yếu sống ở vùng phía tây Kazakhstan, với số lượng trên 300,000 con. Ngựa này chủ yếu dùng để cưỡi, mặc dù chúng cũng được nhân giống để lấy thịt.